# العلاقات التنزانية البيلاروسية
العلاقات التنزانية البيلاروسية هي العلاقات الثنائية التي تجمع بين تنزانيا وروسيا البيضاء.

## مقارنة بين البلدين
هذه مقارنة عامة ومرجعية للدولتين:
| وجه المقارنة                                              | تنزانيا                        | روسيا البيضاء                    |
| --------------------------------------------------------- | ------------------------------ | -------------------------------- |
| المساحة (كم2)                                             | 947.30 ألف                     | 207.60 ألف                       |
| عدد السكان (نسمة)                                         | 57.31 مليون                    | 9.50 مليون                       |
| الكثافة السكانية (ن./كم²)                                 | 60.5                           | 45.76                            |
| العاصمة                                                   | دودوما                         | مينسك                            |
| اللغة الرسمية                                             | اللغة السواحلية، لغة إنجليزية  | اللغة البيلاروسية، اللغة الروسية |
| العملة                                                    | شيلينغ تانزاني                 | روبل بلاروسي                     |
| الناتج المحلي الإجمالي (بليون دولار)                      | 52.09 مليار                    | 54.44 مليار                      |
| الناتج المحلي الإجمالي (تعادل القوة الشرائية) بليون دولار | 138.73 مليار                   | 168.35 مليار                     |
| الناتج المحلي الإجمالي الاسمي للفرد دولار أمريكي          | 878                            | 5.74 ألف                         |
| الناتج المحلي الإجمالي للفرد دولار أمريكي                 | 2.54 ألف                       | 18.18 ألف                        |
| مؤشر التنمية البشرية                                      | 0.521                          | 0.798                            |
| رمز المكالمات الدولي                                      | +255                           | +375                             |
| رمز الإنترنت                                              | .tz                            | .by، .бел                        |
| المنطقة الزمنية                                           | ت ع م+03:00، توقيت شرق أفريقيا | ت ع م+03:00                      |

## منظمات دولية مشتركة
يشترك البلدان في عضوية مجموعة من المنظمات الدولية، منها:
| علم المنظمة | اسم المنظمة                               | تاريخ انضمام تنزانيا | تاريخ انضمام روسيا البيضاء |
| ----------- | ----------------------------------------- | -------------------- | -------------------------- |
|             | مؤسسة التمويل الدولية                     | 10 سبتمبر 1962       | 2 نوفمبر 1992              |
|             | منظمة حظر الأسلحة الكيميائية              | ?                    | ?                          |
|             | الأمم المتحدة                             | 14 ديسمبر 1961       | 24 أكتوبر 1945             |
|             | الاتحاد الدولي للاتصالات                  | 31 أكتوبر 1962       | 7 مايو 1947                |
|             | منظمة الشرطة الجنائية الدولية             | ?                    | ?                          |
|             | البنك الدولي للإنشاء والتعمير             | 10 سبتمبر 1962       | 10 يوليو 1992              |
|             | الاتحاد البريدي العالمي                   | ?                    | ?                          |
|             | المركز الدولي لتسوية المنازعات الاستشارية | 17 يونيو 1992        | 9 أغسطس 1992               |
|             | وكالة ضمان الاستثمار متعدد الأطراف        | 19 يونيو 1992        | 3 ديسمبر 1992              |
|             | يونسكو                                    | 6 مارس 1962          | 12 مايو 1954               |

## وصلات خارجية
- موقع وزارة الخارجية التنزانية
- موقع وزارة الخارجية البيلاروسية